# Tone Peršak
Tone Peršak, né le 10 janvier 1947, est un écrivain, journaliste et homme politique slovène.

## Biographie
Il est diplômé en 1974 de l'Académie de théâtre, de radio, de cinéma et de télévision de Ljubljana. Il est ministre de la Culture de 2016 à 2018.